# Heinrich Daniel Ernst von Raders

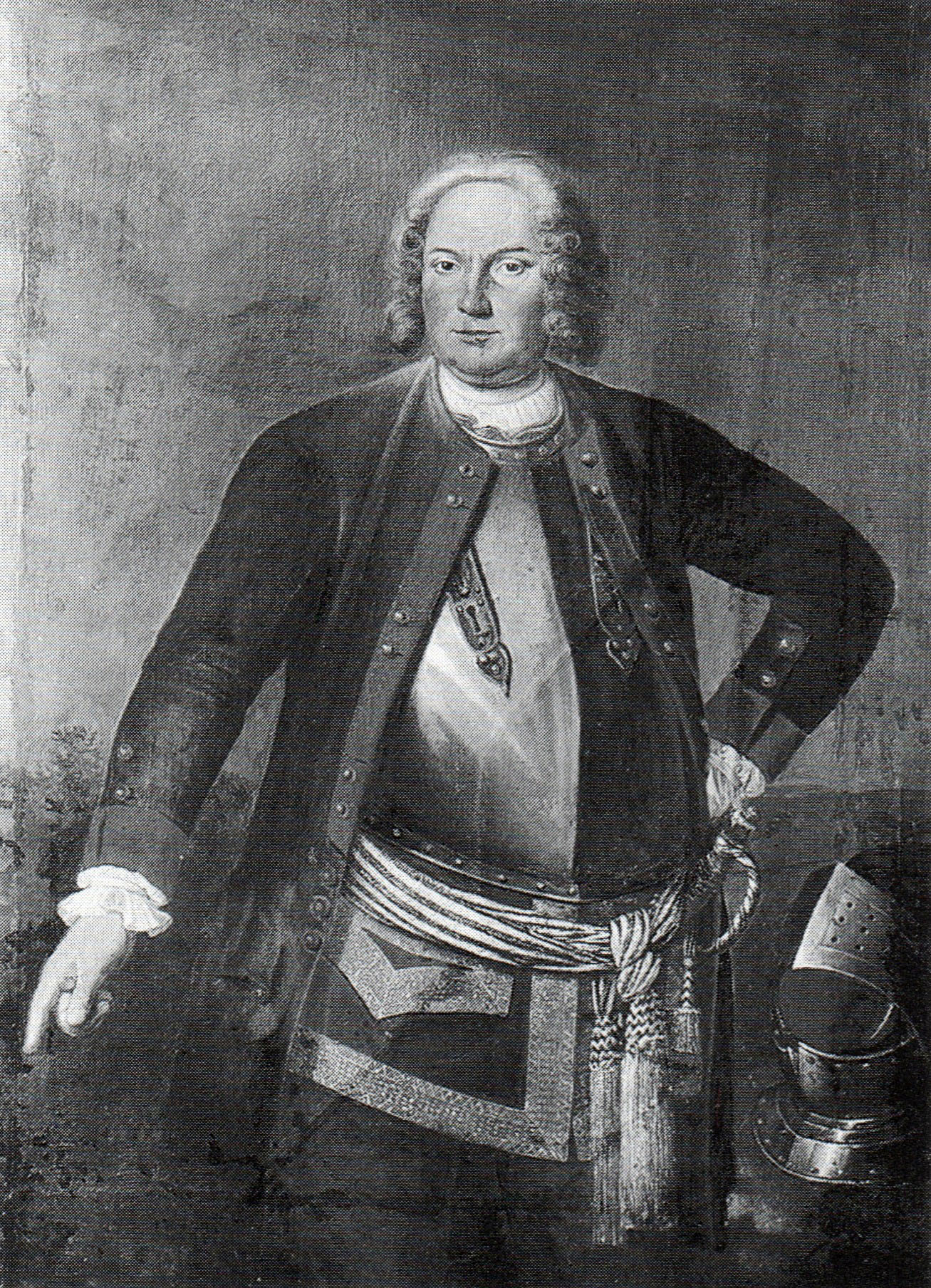
Heinrich Daniel Ernst von Raders

Heinrich Daniel Ernst von Raders (* 1655 in Westfalen; † 14. Mai 1731 in Lippstadt) war preußischer Generalmajor und zuletzt Kommandant von Lippstadt.

## Leben

### Herkunft
Nach dem Nederland's adelsboek soll die Familie Raders von dem Hamburger Patriziergeschlecht Reder abstammen. Seine Eltern waren Franz Otto von Raders und dessen Ehefrau Beata Elisabeth, geborene von Gaugreben.

### Militärlaufbahn
Raders ging 1680 in kurbrandenburgische Dienste und wurde Fähnrich in der Leibgarde. 1686 wurde er Teil des Brandenburger Kontingents im Großen Türkenkrieg und nahm an der Belagerung von Ofen teil. 1687 wurde er zum Hauptmann befördert, am 13. Mai 1695 zum Major und am 24. Juni 1699 zum Oberstleutnant. 1703 zog er in den Spanischen Erbfolgekrieg, wo er in den Niederlanden und in Italien kämpfte. In dieser Zeit wurde Raders am 26. Juli 1705 Oberst und am 2. Februar 1707 Kommandeur des Bataillons „Schlabrendorff“. Er trat damit die Nachfolge von Oberst von Mondesir an, der bei Turin gefallen war. Am 22. Januar 1710 wurde er Brigadier.
Am 23. Juni 1713 wurde Raders zum Kommandanten von Driesen ernannt, aber schon am 4. Dezember 1713 wurde er nach Lippstadt versetzt. Dort wurde er am 28. Januar 1716 zum Generalmajor befördert und am 1. Mai 1720 errichtete er dort eine eigene Garnisonskompanie. Am 18. August 1726 wurde die Kompanie zu einem Bataillon ergänzt und in Lippstadt und Emden stationiert. Der Generalmajor starb am 14. Mai 1731 in Lippstadt.

### Familie
Er heiratete am 17. Februar 1692 Cornelia Broen (* 11. November 1667; † 4. April 1737). Das Paar hatte wenigstens einen Sohn:
- Christoph (Christoffel) Ernst von Raders (* 12. Dezember 1703; † 11. November 1785), niederländischer Generalleutnant, Kommandant von Doesburg ⚭ 1732 Wilhelmine Johanna von Grotthaus († 29. Mai 1784) aus dem Haus Ledenburg